# Bahía Grande
La bahía Grande es una bahía del mar Argentino del océano Atlántico ubicada en la Patagonia argentina al sudeste de la provincia de Santa Cruz, correspondiendo a casi toda la costa del departamento Güer Aike y la mitad sur de la costa del departamento Corpen Aike.  

## Características generales

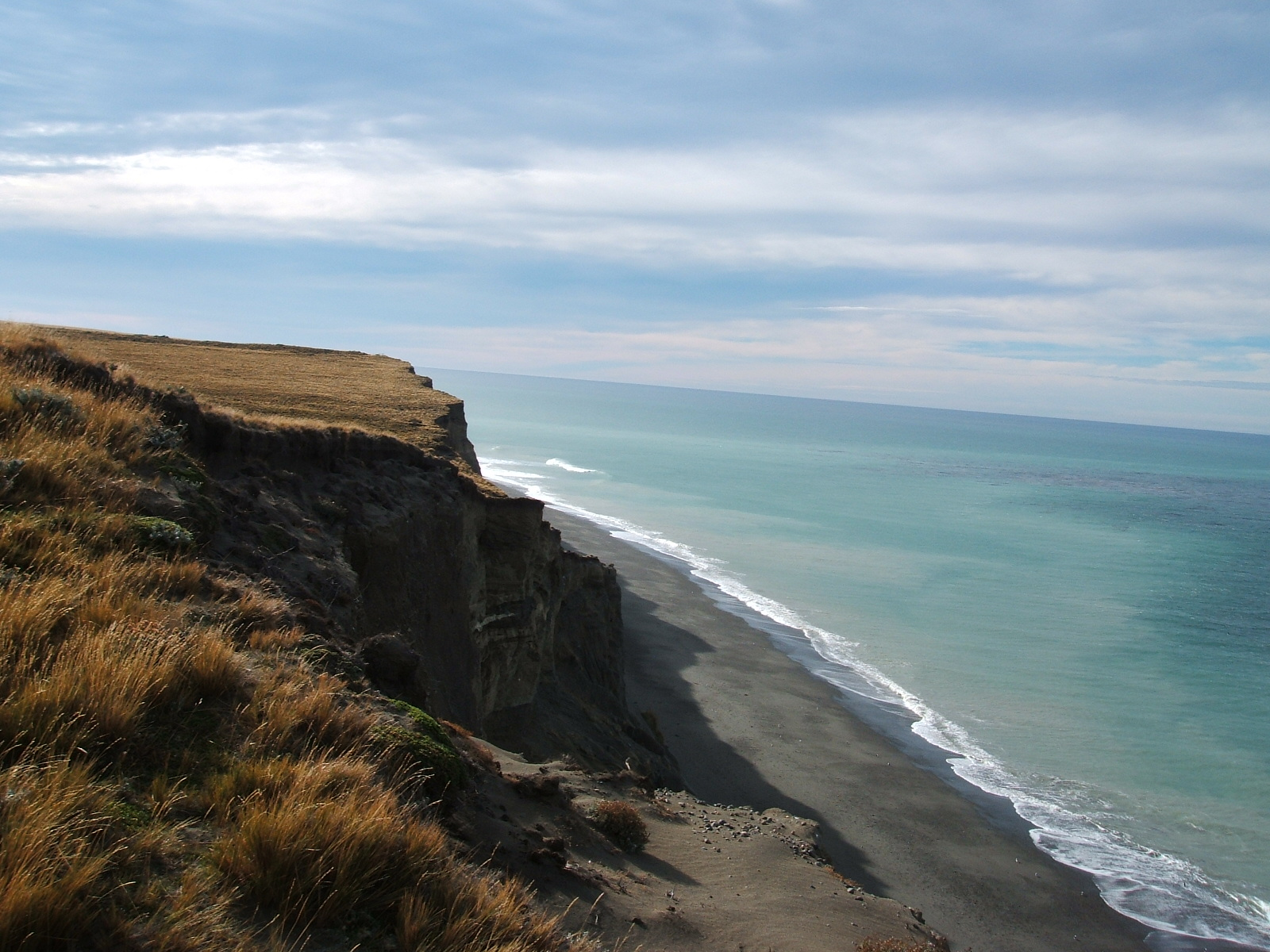
El extremo sur de esta bahía desde el cabo Vírgenes.

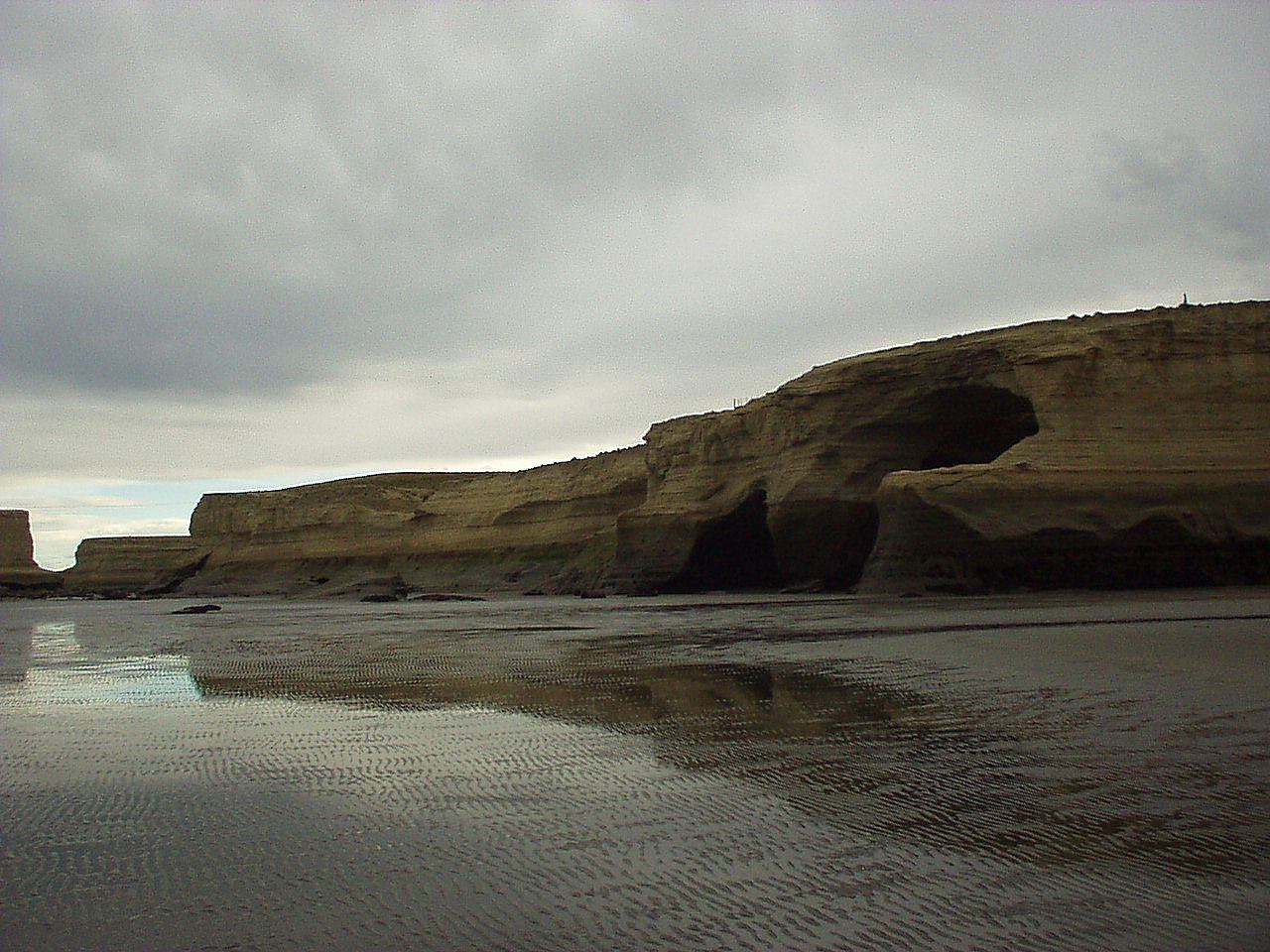
Las costas de la bahía Grande exhiben altos acantilados —como estos en el parque nacional Monte León— los cuales caen a pique sobre las aguas en pleamar.

La bahía Grande posee un largo de 272 km y un ancho o penetración continental de 87 km.
Su extremo norte es el cabo San Francisco de Paula. Su extremo austral es el cabo Vírgenes, el punto más sudoriental del área continental de la Argentina.
También dicho cabo es el punto de arranque de la ruta argentina de mayor extensión, y la más importante respecto al turismo internacional: la Ruta 40, la que recorre 5224 km hasta Bolivia, trepando desde el nivel del mar hasta los 5000 m s. n. m.. 
En la costa norte de la bahía Grande se encuentra el parque nacional Monte León, el cual protege importantes colonias de aves y mamíferos marinos.
En su ribera norte desaguan, formando una ría en común, los ríos Santa Cruz y Chico. En la margen sur y próximo al extremo de esta ría se sitúa el Puerto de Punta Quilla, importante puerto de ultramar ubicado a unos 17 km de la ciudad de Puerto Santa Cruz. 
En su parte central desemboca el río Coig o Coyle. 
En su ribera sur desagua el río Gallegos, del que toma nombre la capital provincial, situada próxima a su desembocadura, la ciudad de Río Gallegos. Sobre el extremo norte de la boca de la ría que forma dicho curso fluvial se encuentra la estancia «Cabo Buen Tiempo» y el accidente costero del mismo nombre dentro de la ría pero próximo a su boca se encuentra la isla Deseada. En la margen opuesta, en el extremo sur se sitúa la localidad de Punta Loyola, con instalaciones de almacenamiento de petróleo y carbón mineral, y el muelle «Presidente Illia», puerto que opera con carga y descarga de barcos mineraleros. También se encuentra la Estación Punta Loyola, que es el punto de destino final del Ramal Ferro Industrial de Río Turbio, ferrocarril que comunica con Yacimiento Río Turbio. En sus proximidades se encuentran algunos pozos petrolíferos y de extracción de gas natural. 
Como atracción histórico-turística, se visitan los restos del barco noruego «Marjorie Glen», que se incendió en las cercanías y luego sus restos fueron encallados en la playa de canto rodado.

## Historia

### Primitivos habitantes

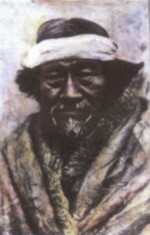
La parcialidad aonikenk de la etnia amerindia de los tehuelches eran las primitivos habitantes de esta bahía.

Cazadores de la parcialidad aonikenk, de la etnia amerindia de los tehuelches o patagones fue la que primitivamente habitó las riberas de esta bahía, explotando los recursos biológicos que el área les deparaba. Se alimentaban de aves y mamíferos terrestres y marinos.

### Descubrimiento y colonización occidental
El primer occidental en navegar las aguas de esta bahía fue el portugués, al servicio de España, Fernando de Magallanes en octubre de 1520, antes de  descubrir el estrecho, que luego sería denominado en su honor: Estrecho de Magallanes. Francisco Serrão, uno de sus subordinados, se remontó el río Santa Cruz descubriendo la isla Pavón. En la ría de dicho río desembarcó a fines de diciembre de 1525 Juan Sebastián Elcano, segundo jefe de la expedición de fray García Jofre de Loaísa.
En 1535 llegó hasta esta bahía Simón de Alcazaba y Sotomayor explorando el río Chico. Tras el paso de Francis Drake en 1538, la corona española envió en 1579 a Pedro Sarmiento de Gamboa para crear colonias españolas en el estrecho de Magallanes, la más oriental, llamada Nombre de Jesús se ubicaba en proximidades del extremo austral de la bahía Grande.
Al crearse el Virreinato del Río de la Plata, el 12 de agosto de 1776, la corona española le habría otorgado las costas de esta bahía. Mediante la Real Ordenanza de Intendentes del 28 de enero de 1782, se la habría incluido en la Intendencia de Buenos Aires.
En 1780 Francisco de Biedma y Narváez, partiendo desde Buenos Aires, fundó uno de los establecimientos coloniales de la Patagonia atlántica: la Nueva Colonia y Fuerte de Floridablanca en las proximidades del actual Puerto San Julián. El propio Biedma recorrió esta bahía y remontó el río Santa Cruz.En las siguientes décadas continuaron las exploraciones geográficas en la región de la bahía Grande.
En el año 1859 el argentino Luis Piedra Buena estableció su base en la isla Pavón, y desde allí comenzó a recorrer y explotar las colonias de fauna marina de esta bahía, generando la única presencia argentina en las regiones australes. Próxima a dicha isla se formaría la ciudad de Comandante Luis Piedrabuena. En 1864 fundó la pequeña población de «Las Salinas», hoy una adyacencia de la ciudad de Puerto Santa Cruz.
El 11 de octubre de 1878 mediante la ley Nº 954, se crea la Gobernación de la Patagonia, la cual incluye a las costas y aguas de esta bahía.

#### Disputa por su soberanía
Las costas y aguas de la bahía Grande se vieron envueltas en una disputa limítrofe entre la Argentina y Chile. El estado chileno, el cual ya contaba con la próspera colonia de Punta Arenas, reclamaba para sí una enorme extensión de la Patagonia oriental, y hasta que la cuestión de la soberanía sobre los enormes territorios australes no se lograse definir entre ambos países, había tomando la decisión de poblar y ejercer soberanía en el territorio comprendido ente el Estrecho de Magallanes y el río Santa Cruz. Para ello, capturó barcos que colectaban guano en la bahía Grande, en razón de no contar con autorización emitida por las autoridades de Chile. Además, fundó una base chilena en la zona de la ría de dicho río. Esto fue tomado por el estado argentino como una acción que justificaba la guerra. El presidente Nicolás Avellaneda envió al comodoro Luis Py al mando de la primera división naval de mar argentina (en realidad integrada por una vulnerable flota fluvial, sin equivalencias con la moderna flota oceánica chilena enviada por el presidente Aníbal Pinto) en la llamada Expedición Py, la cual tenía la misión de desalojar la base chilena allí instalada (si fuese necesario, por la fuerza), y en su lugar crear en dicho sitio una base argentina. El 1 de diciembre de 1878 enarboló la bandera argentina y fundó la que sería la ciudad de Puerto Santa Cruz, en la ría del río Santa Cruz, la que más tarde sería la capital y sede de las autoridades de la Gobernación de Santa Cruz. Las instalaciones chilenas fueron ocupadas, al recibir la flota chilena la orden de retirarse hasta el estrecho, lo cual evitó que ambos países entre en guerra. A partir de esa fecha la Argentina ejercería soberanía en toda esta bahía.
En 1881 se firmó el tratado de límites entre la Argentina y Chile que aseguró definitivamente la posesión argentina de la bahía Grande.

#### Faros
Para facilitar la navegación marítima, sobre las costas de esta bahía la Armada Argentina cuenta con algunas señales lumínicas. De norte a sur son las siguientes:
- El Faro San Francisco de Paula se ubica en el cabo homónimo.[6]

- Baliza Punta Norte. Se encuentra en la punta Norte.
- Baliza Banco. Se encuentra al sur de la Baliza Punta Norte y al nordeste de la Baliza Baja.
- Baliza Baja. Se encuentra al nordeste de la boca de la ría del río Santa Cruz.
- Baliza Punta Entrada. Se encuentra al norte del Faro Santa Cruz.

- El Faro Santa Cruz se sitúa hacia el sudeste del Puerto de Punta Quilla.[7]

- El Faro Coig se encuentra a 4 km al noreste del antiguo pueblo de Puerto Coig, en la desembocadura del río del mismo nombre.[8]

- El Faro Buen Tiempo está posicionado sobre el cabo homónimo —de 105 m s. n. m.—, al nordeste de la ciudad de Río Gallegos.[9]

- Baliza Banco. Se encuentra al sur de punta Loyola.

- Baliza Convento. Se encuentra entre la Baliza Banco y el cabo Vírgenes.

- El Faro Cabo Vírgenes se sitúa sobre el cabo homónimo, remate este de los acantilados más australes de la Argentina continental, y sirve de guía al paso de las embarcaciones que lo doblan para entrar o salir por la boca oriental del Estrecho de Magallanes.[10]

## Riqueza biológica
Ecorregionalmente las aguas de esta bahía se incluyen en la ecorregión marina plataforma patagónica; sus costas pertenecen a las ecorregiones terrestres estepa patagónica —las situadas al norte del río Coig— y a la de los pastizales patagónicos —las situadas al sur del mismo—.

### Flora
Según la clasificación de Ángel Lulio Cabrera, fitogeográficamente la mitad septentrional de sus costas pertenece al «subdistrito fitogeográfico patagónico central santacrucense» del distrito fitogeográfico patagónico central, mientras que la mitad sur se ubica en el distrito fitogeográfico patagónico subandino de la provincia fitogeográfica patagónica. 
La vegetación de sus costas se presenta en su mayor parte formando estepas graminosas, denominadas localmente «coironales», las cuales muestran algunos arbustos intercalados. También se encuentran estepas herbáceas y de caméfitos. Junto a pequeñas vegas se presentan mallines con abundante flora higrófila, que con su verdor contrasta con el árido paisaje circundante.

### Fauna
Sus aguas son ricas en peces y diversos invertebrados.   
Aves marinas

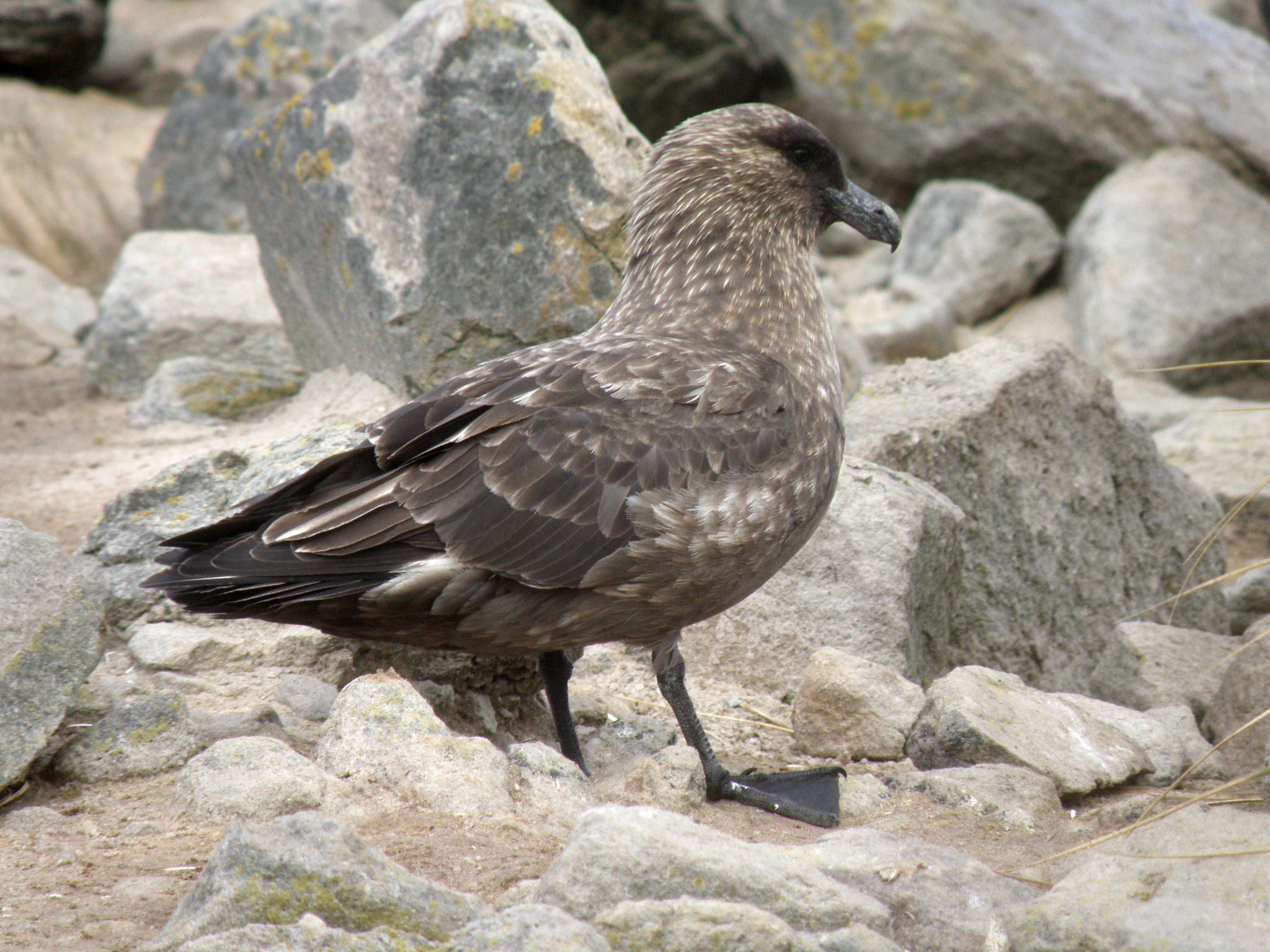
Escúa pardo subantártico (Stercorarius antarcticus antarcticus).

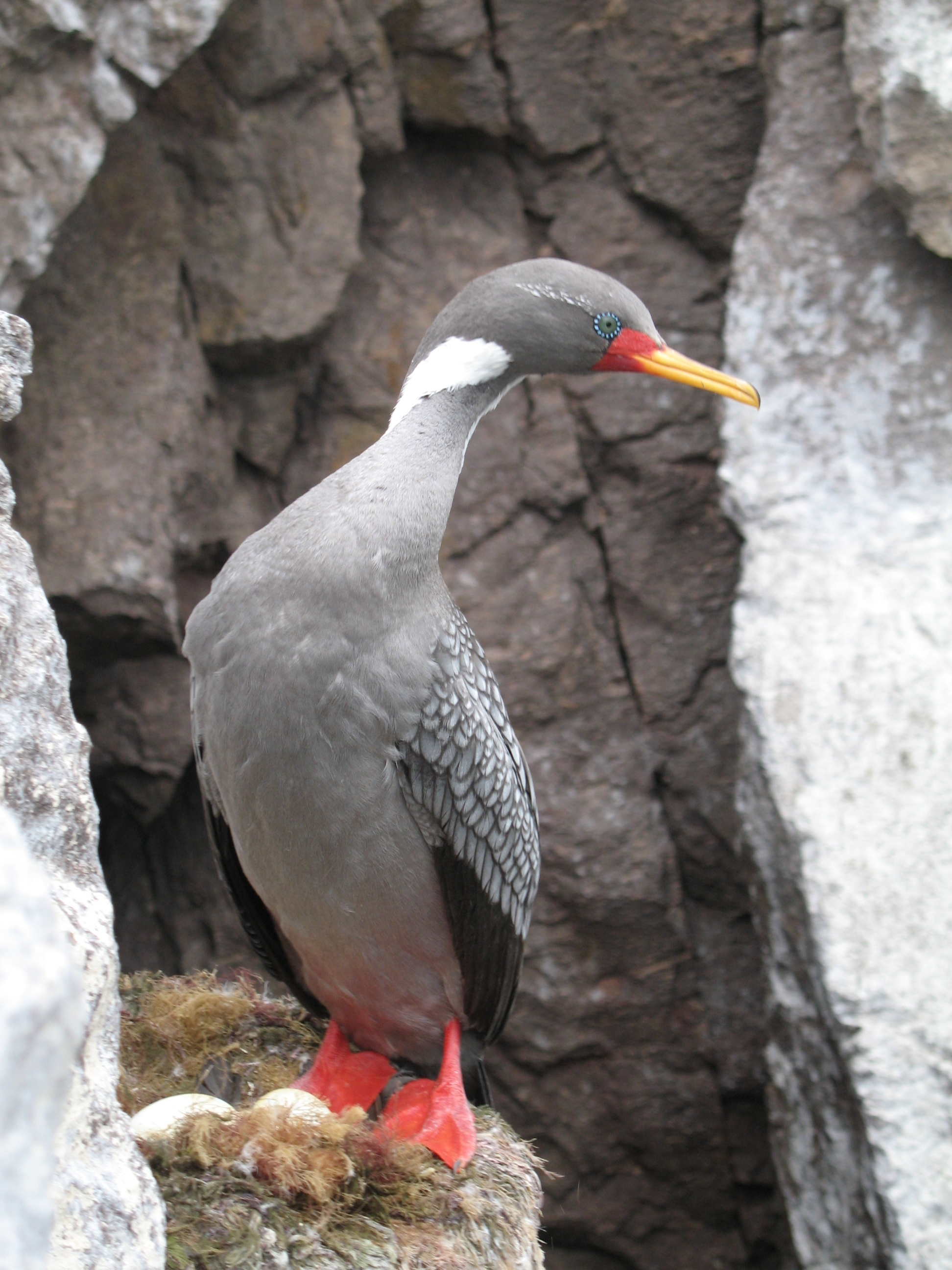
De entre las aves marinas que habitan en esta bahía, el cormorán gris es una de las especies emblemáticas; allí presenta sus colonias reproductivas más australes del mundo.

Son numerosas las especies de aves marinas que se registraron reproduciéndose en su litoral. Entre ellas se encuentran el gaviotín sudamericano (Sterna hirundinacea) —en las cuevas de Monte León y en bahía Bustamante—, escúa pardo subantártico (Stercorarius antarcticus antarcticus) o común (Stercorarius chilensis) —en la isla Leones—, el pingüino de Magallanes o patagónico (Spheniscus magellanicus) —en Monte León, punta entrada y en las islas Leones y Deseada—, colonias de varias especies de cormoranes: el de cuello negro —en numerosas colonias—, el gris —en las cuevas de Monte León—, el imperial —Pico quebrado, Rincón del Buque y en las islas Leones, Monte León, Deseada—, y el biguá (Phalacrocorax olivaceus) —en la isla Deseada—; gaviotas cocineras y australes —ambas en las islas Leones, Monte León y Deseada—, además de 3 especies de ostreros: el común (Haematopus palliatus), el negro (Haematopus ater) y el austral (Haematopus leucopodus) y varias especies de chorlos. En ciertas épocas del año, es posible observar la presencia de pingüinos de penacho amarillo sudamericano, albatros de ceja negra, palomas antárticas y petreles gigantes comunes.
Mamíferos marinos

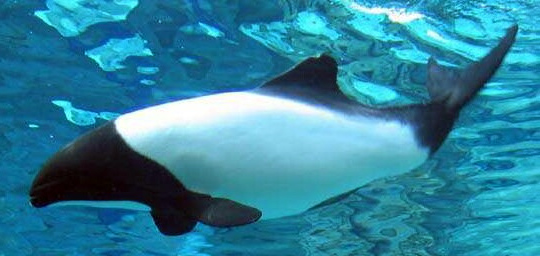
La tonina overa es el cetáceo característico de esta bahía.

Entre los mamíferos marinos que se alimentan en sus aguas o utilizan sus costas para descansar o multiplicarse se encuentran ejemplares de elefantes marinos del sur, lobos de dos pelos sudamericano, asentamientos de cría y reproducción del lobo marino de un pelo (Otaria flavescens). De este último, en la bahía Grande se encuentra los siguientes apostaderos:
- San Francisco de Paula (49°44,30'S 67°43,25'W)
- Maquenque (49°50,70'S 67°45'W)
- Cerro Bayo (50°15'S 68°37,68'W)
- Sur de Rincón del Buque (50°17,06'S 68°44,04'W)
- Cerro Monte León (50°21,54'S 68°52,86'W)
- Punta Observación (50°21,10'S 68°53'W)
- Punta Cuevas (al norte de Cerro Observatorio) (50°31,57'S 69°02,56'W).

También cuenta con la presencia de varias especies de cetáceos como orcas, delfines oscuros y especialmente toninas overas.

## Acceso
El acceso pleno a la ribera de esta bahía es escaso. Algunas rutas se desprenden de la Ruta Nacional 3 y costean las rías hasta alcanzar sectores próximos a sus bocas. 
- La ruta nacional 83 llega hasta el Puerto de Punta Quilla.
- La exruta nacional 40 llega hasta la localidad de Punta Loyola, bordeando por el sur a la ría del río Gallegos.
- La ruta provincial 57 contornea la ribera norte de la ría Coig.

Dos rutas no se relacionan con las rías de la zona, y llegan a la bahía transitando por la estepa patagónica.
- La Ruta 40 permite alcanzar el extremo sur de esta bahía, el cabo Vírgenes.
- La ruta provincial 63 permite acceder a las costas de la bahía que bañan al parque nacional Monte León.